# Miami Heat
Miami Heat er amerikansk basketballhold, der spiller i denne professionelle liga i USA, NBA. Miami Heat blev etableret i 1988, og dets nuværende profil er Jimmy Butler.
Miami Heat vandt i sæsonen 2005-06 NBA-finalen over Dallas Mavericks. Det var det første mesterskab til klubben, og de bærende kræfter på holdet i den sæson var Dwyane Wade og Shaquille O'Neal. På vejen til mesterskabet vandt holdet også Conferencefinalen for eneste gang i historien; to gange har klubben tabt en Conferencefinale (1997 og 2005).
I 2010 skiftede LeBron James til Miami Heat og her udgjorde han sammen med Dwyane Wade og Chris Bosh, en af de bedste trioer i NBA's historie. Her vandt de 2 mesterskaber sammen i hhv. 2012 og 2013. Året efter, altså i 2014 tabte Miami Heat til San Antonio Spurs i NBA finalen, hvilket medført at LeBron James skiftede tilbage til Cleveland Cavaliers og definitivt sluttede Miami Heats æra for denne gang.